# Französische Heraldik
Die französische Heraldik hat eine lange Tradition und Frankreich wird als Wiege der Heraldik angesehen.
Diese aus dem Mann gegen Mann-Kampf entwickelte mittelalterliche Form der Erkennung von Freund und Feind erfuhr hier die erste wissenschaftliche Begründung. Schon früh wurde die Heraldik nach festen Regeln geordnet. Die Schraffur bei Schwarz-Weiß-Darstellung von Wappen zur Farbdeutung hat hier auch ihre Wurzeln. Die französischen Wappendarstellungen sind üppig und häufig sehr prächtig ausgeführt. Als vorherrschende Farben sind Gold und Blau in den Wappen zu finden. Dann folgt die Palette des Pelzwerkes mit beispielsweise Hermelin. Sehr viele Wappen lassen sich durch die reichlich verwendete Lilie als französisches Wappen erkennen. In der napoleonischen Zeit sind die Lilien durch Bienen ersetzt worden. In Frankreich wird diese als Fleur de lys bezeichnet. In den Wappenschilden sind häufig bestreute oder besäte Felder. Die Helmdecken sind in der Regel mehrfarbig. Die Wappenhelme werden fast immer offen dargestellt und abweichend zu der Heraldik in anderen Ländern, vergoldet bzw. versilbert. Besondere Aufmerksamkeit widmete man den Beizeichen. Die Beizeichen dienten der Unterscheidung innerhalb von genealogischen Reihen der Wappenträger. Die Folge und Anwendung der Beizeichen war  fest geregelt. Besonders verbreiteten sich die  Wappenzelte und andere heraldische Prachtstücke. Unter Kaiser  Napoleon I. (1804–1814, 1815) wurde der Versuch einer neuen Heraldik gemacht. Bekannt wurde diese Abart als Napoleonische Heraldik. Sie wurde am 1. März 1808 eingeführt. Es waren der Adel und auch die Städte davon betroffen. Diese „Unheraldik“ verschwand aber  mit dem Sturz des Kaisers. Dieses zeitlich begrenzte Wappenwesen in Frankreich wurde auch in den unter französischem  Einfluss stehenden Staaten und Städten angewandt. So wurden z. B. die zu den Wappen gehörenden Helme durch die Federbarette (Toque) ersetzt. Man neigte zum Überladen der Wappen und Schildfiguren.

Chaperonne im Wappen

Eine Besonderheit der französischen Heraldik ist die sinusartige Erhebung im Schildhaupt. In der französischen Heraldik wird es mit „chaperonne“ bezeichnet und kann mit „überkappt“ übersetzt werden. Dieses Feld unter der Linie wird oft mit Hermelin tingiert.